# Arzberg, Steiermark
Arzberg  är en ort i kommunen Passail i distriktet Weiz i förbundslandet Steiermark i Österrike. Arzberg var tidigare en självständig kommun, men blev den 1 januari 2015 en del av kommunen Passail.